# Praefectus castrorum

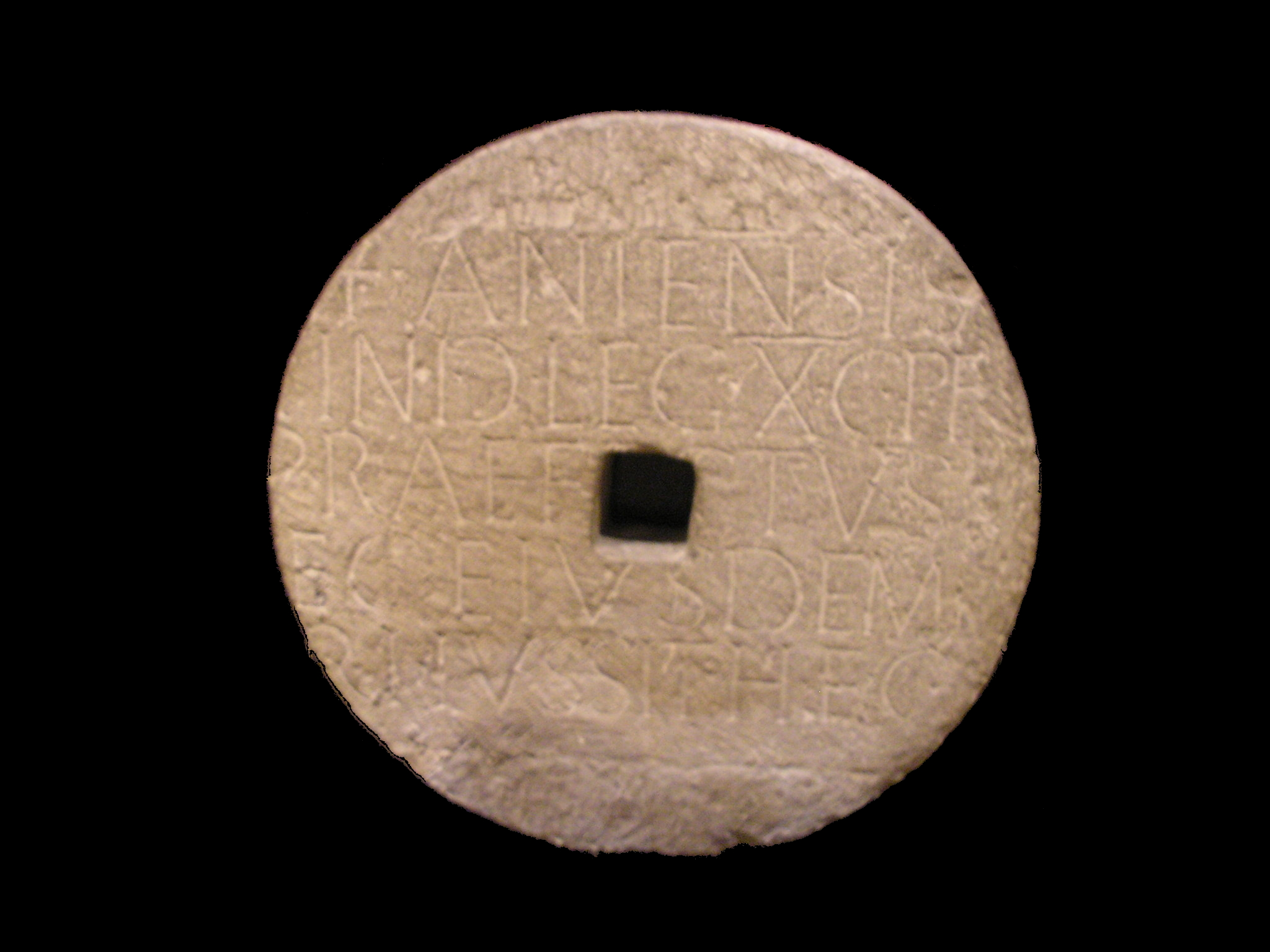
Egy praefectus castrorumra utaló latin felirat Vindobonából

A praefectus castrorum ("tábori prefektus") a korai Római Birodalom hadseregében a légió harmadik legmagasabb rangú tisztje volt a legátus (legatus) és a katonai tribunus (tribunus laticlavius) után. A feladata az volt, hogy gondoskodjon a felszerelésről és felügyelje az építési munkákat, de a felettesei távollétében a légió parancsnoka is lehetett. Általában olyan korábbi centuriók töltötték be, akik már szolgáltak fő centurióként (primus pilus) is. A rang közönséges római polgárok számára is elérhető volt. Szervezők voltak, és ők gondoskodtak arról is, hogy a katonák megfelelő kiképzést kapjanak. A jó munkáért díjakat (dona) kaphattak, mint például Sextus Vibius Gallus. 